# Oshikoto
Oshikoto es un distrito electoral en la Región de Oshikoto de Namibia. Cuenta con 167.525 habitantes.